# Bundesautobahn 49
Bundesautobahn 49 (em português: Auto-estrada federal 49) ou A 49, é uma auto-estrada na Alemanha.
A Bundesautobahn 49 tem 45 km de comprimento.

## Estados
Estados percorridos por esta auto-estrada:
- Hessen